# Rundbäckmossa
Rundbäckmossa (Hygrohypnum smithii) är en bladmossart som beskrevs av Brotherus 1908. Enligt Catalogue of Life ingår Rundbäckmossa i släktet bäckmossor och familjen Amblystegiaceae, men enligt Dyntaxa är tillhörigheten istället släktet bäckmossor och familjen Amblystegiaceae. Arten är reproducerande i Sverige. Inga underarter finns listade i Catalogue of Life.

## Bildgalleri

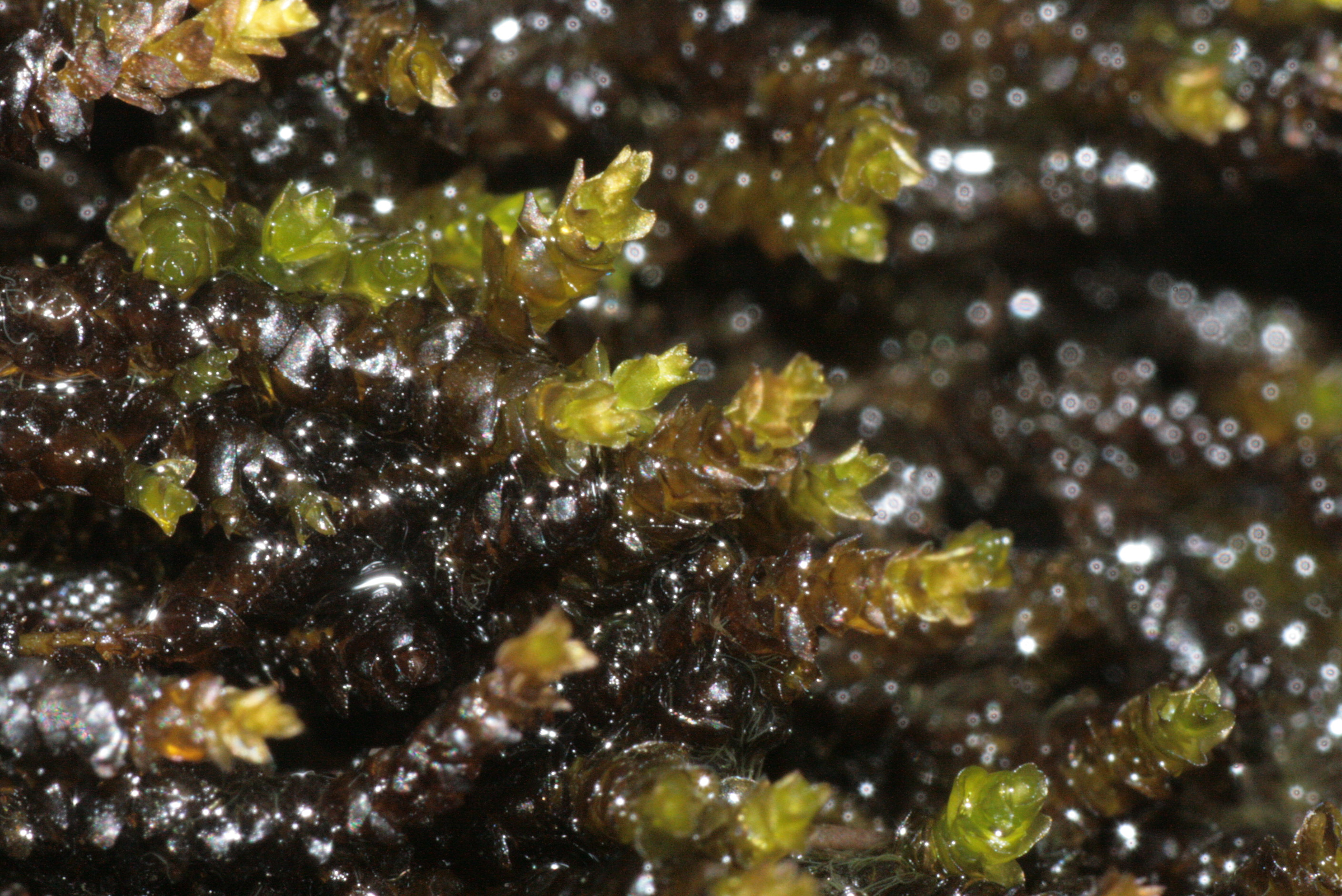
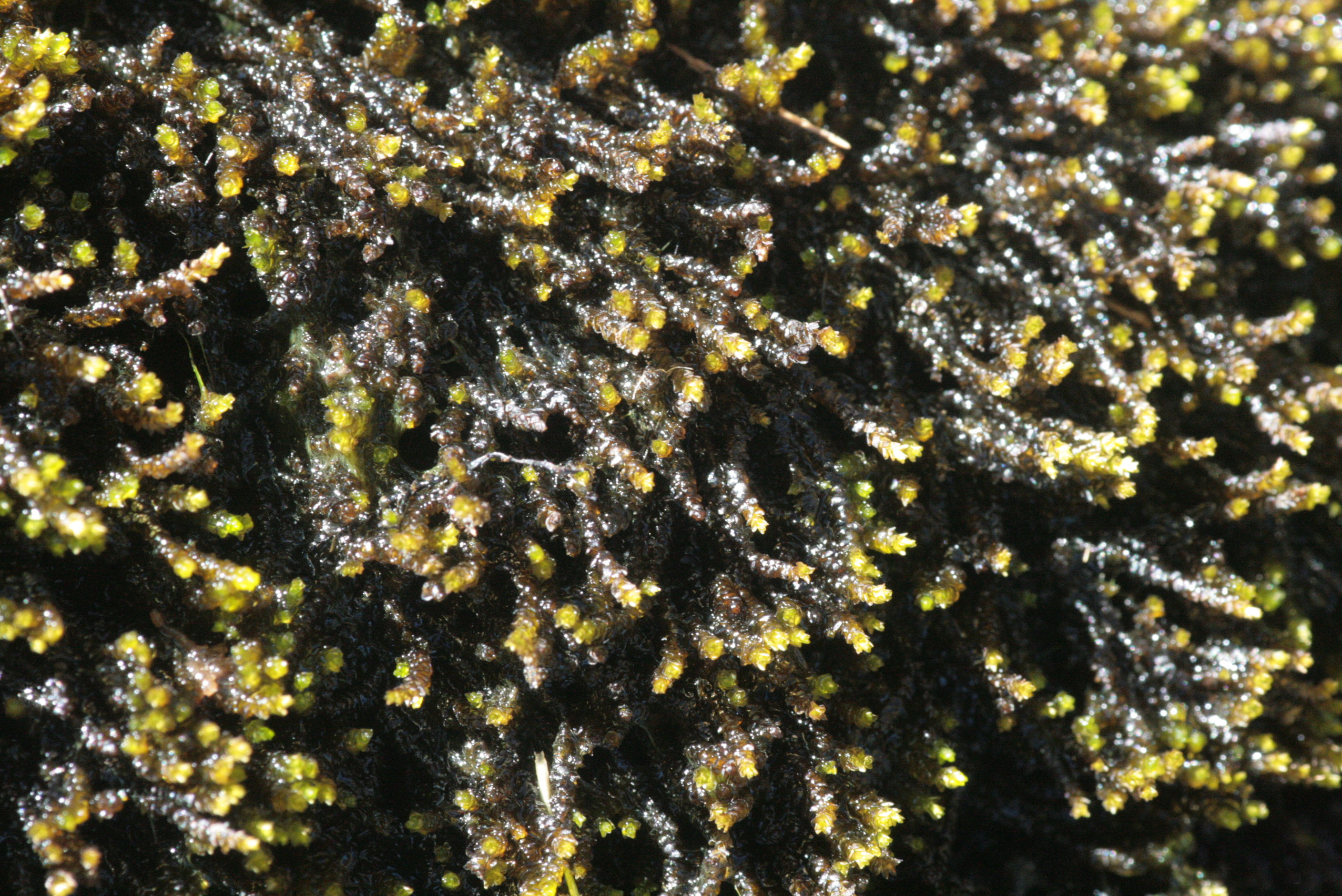
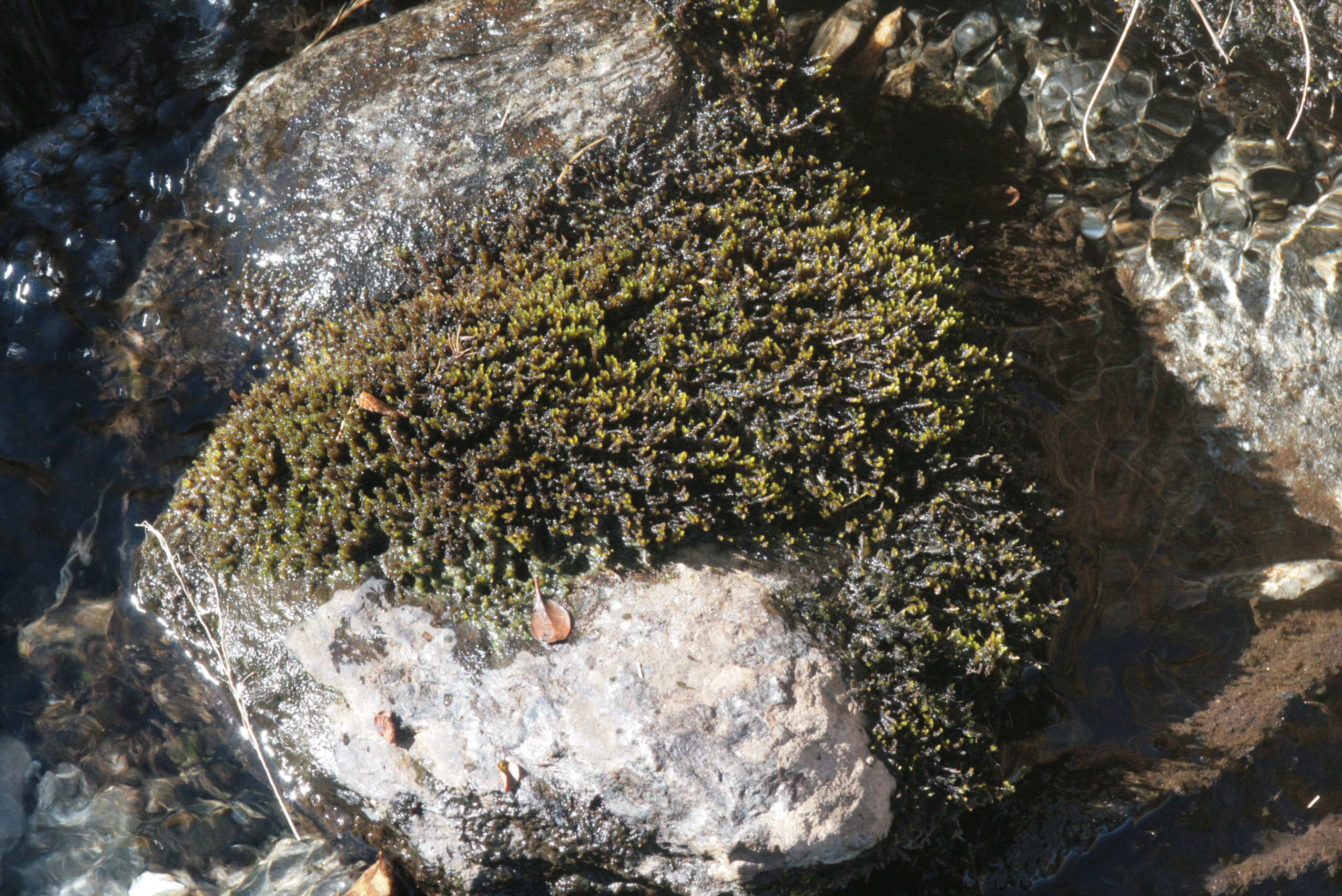
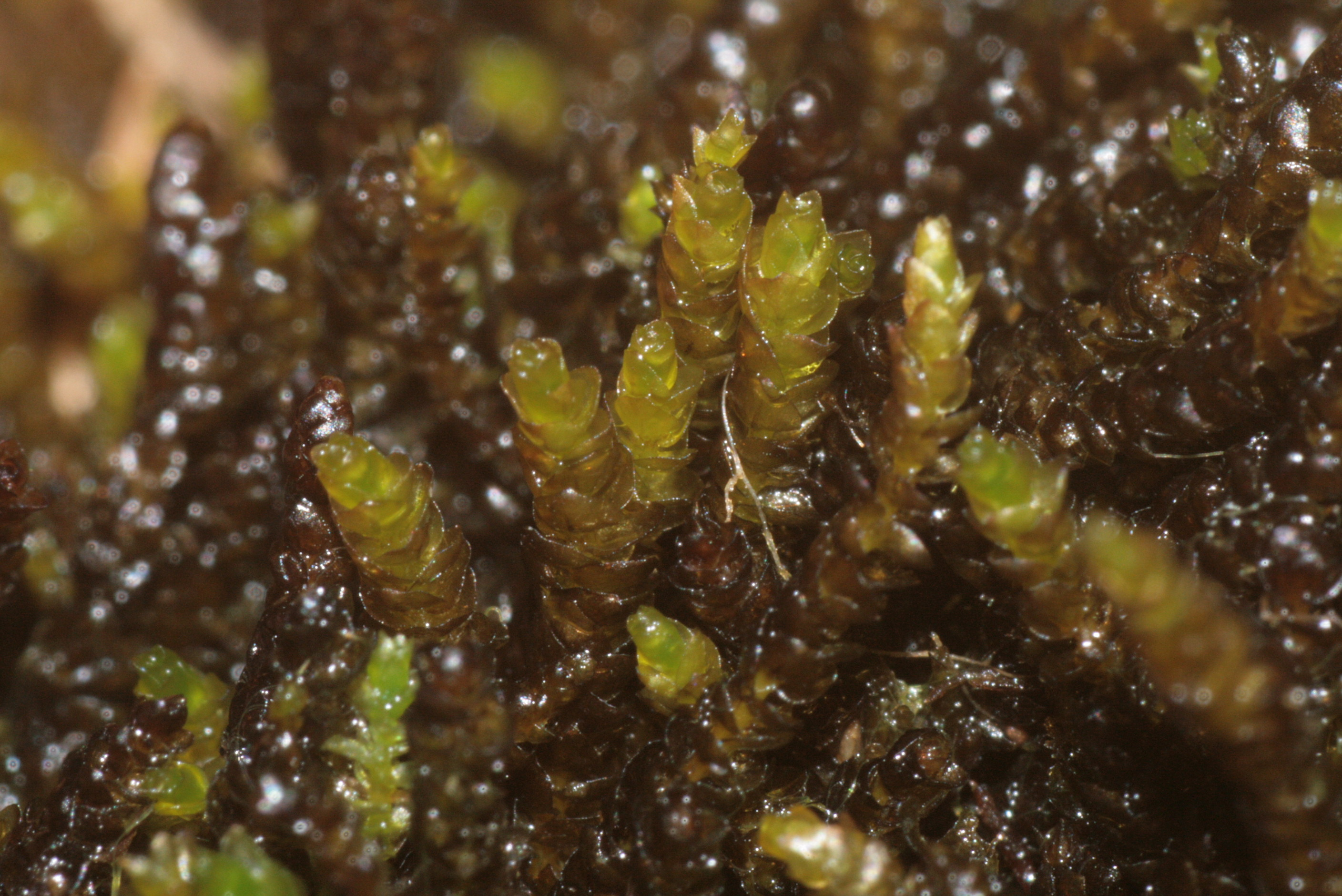
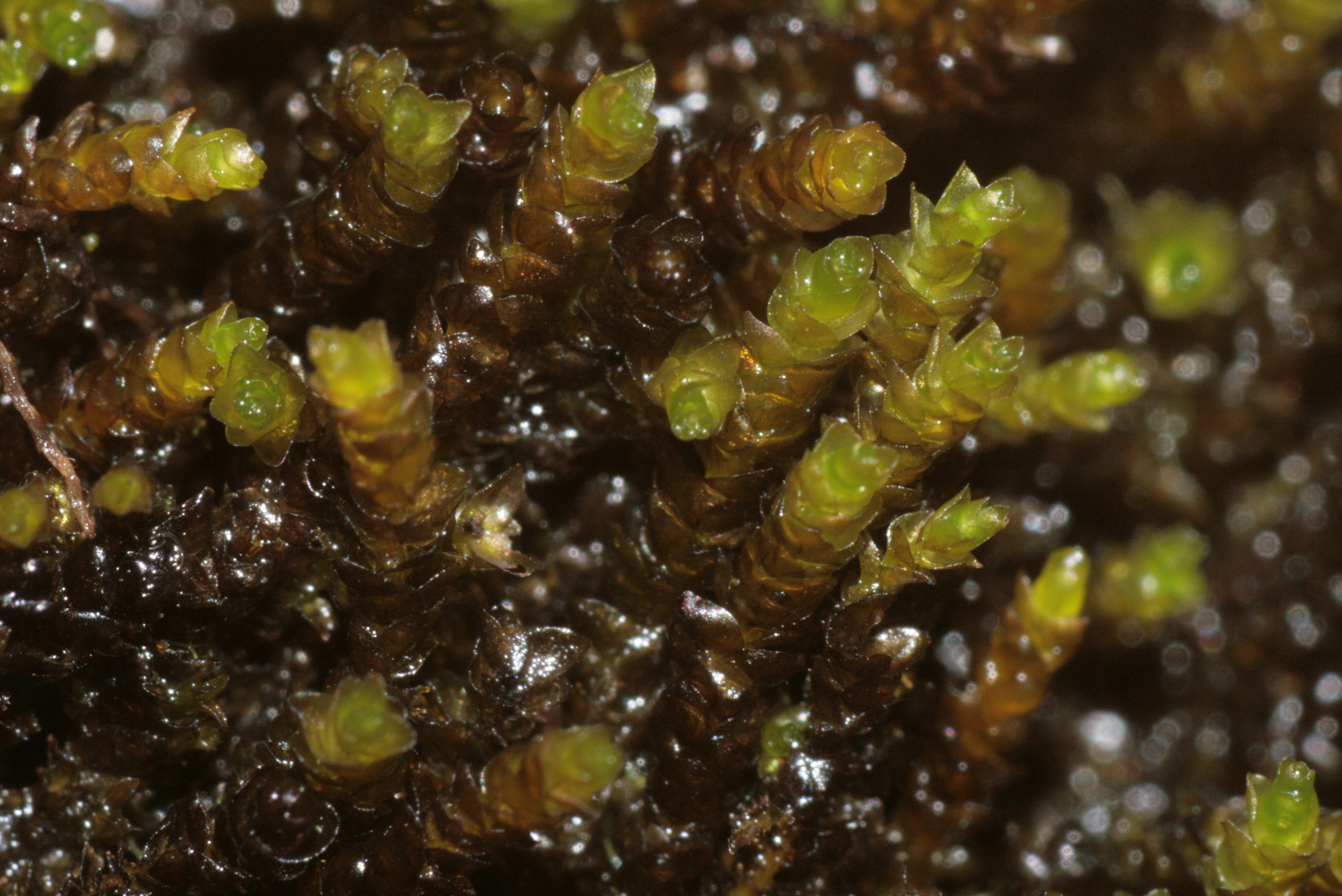
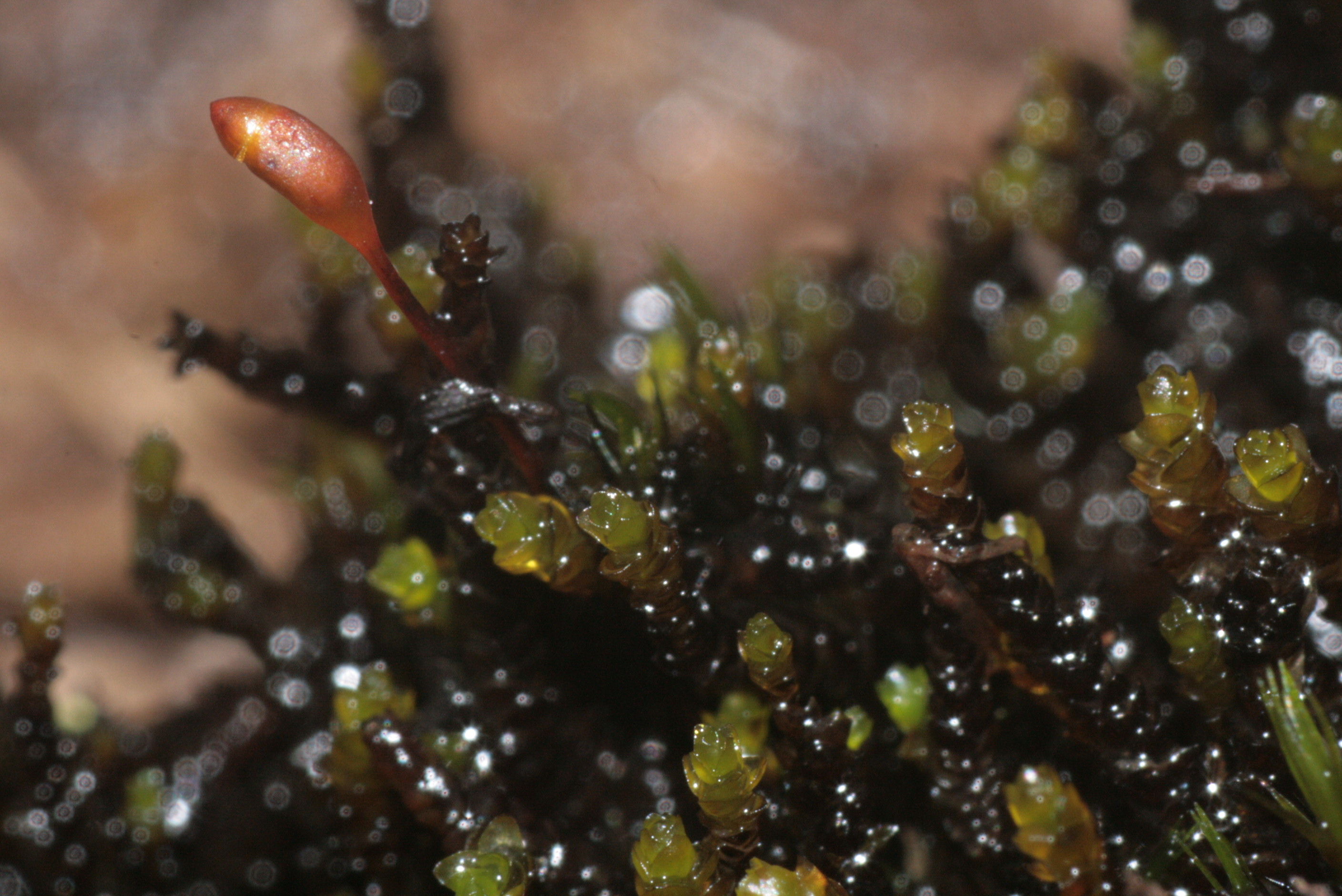